# Burt Reynolds
Burton Leon Reynolds Jr. (Lansing, 11 febbraio 1936 – Jupiter, 6 settembre 2018) è stato un attore statunitense.

## Biografia
Figlio di Harriet Fernette "Fern" Miller (1902-1992) e Burton Milo Reynolds (1906-2002), di origini irlandesi e cherokee da parte di padre, Reynolds debutta in televisione interpretando, tra la fine degli anni cinquanta e i primi anni sessanta, diverse serie, per divenire popolare con Hawk l'indiano (1966). Nello stesso anno recita nello spaghetti western Navajo Joe di Sergio Corbucci, che lui stesso definiva la pellicola più brutta cui avesse mai preso parte, al punto da consigliarne la proiezione solo sugli aerei e nelle carceri, dove gli spettatori non hanno via d'uscita.
Il grande successo arriva nel 1972 con Un tranquillo weekend di paura di John Boorman, nel quale interpreta un personaggio di nome Lewis Medlock che, con alcuni amici, partecipa a un'escursione in canoa sulle rapide di un'amena regione americana, dove diviene bersaglio di alcuni balordi che trasformano la breve vacanza in un incubo. Due anni dopo è protagonista di Quella sporca ultima meta di Robert Aldrich, nel ruolo di un giocatore di football, disciplina della quale era stato realmente un buon giocatore come halfback durante gli studi alla Florida State University.
Negli anni ottanta partecipa a pellicole cinematografiche di discreto successo come il dittico La corsa più pazza d'America (1981) e La corsa più pazza d'America n. 2 (1984) di Hal Needham, e come doppiatore nella pellicola animata Charlie - Anche i cani vanno in paradiso (1989) di Don Bluth, da questi scritta pensando allo stesso Reynolds per il personaggio del cane Charlie. Nel 1997 recita in Boogie Nights - L'altra Hollywood di Paul Thomas Anderson, per il quale vince il Golden Globe per il miglior attore non protagonista e viene candidato al premio Oscar come migliore attore non protagonista. Dal 1976 al 2000 si è anche autodiretto in cinque pellicole cinematografiche, senza tuttavia ottenere grande successo.

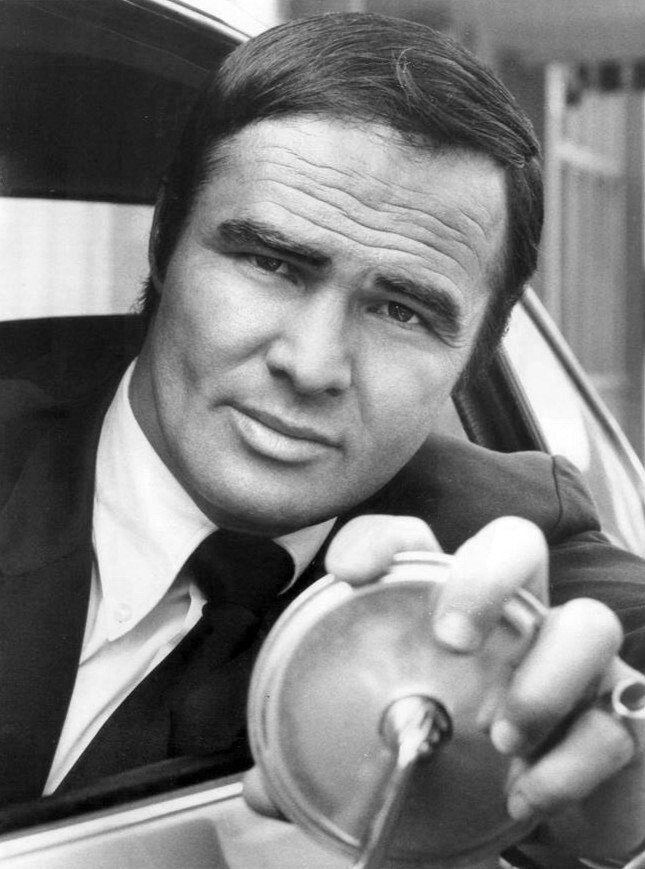
Burt Reynolds nel ruolo del tenente Dan August (1970)

Dopo essere stato guest star in un episodio del 2002 della serie televisiva X-Files, tra il 2006 e il 2009 ha partecipato a tre episodi di My Name Is Earl, nei panni del ricco magnate Chubby. Ha prestato la sua voce anche ai videogiochi Grand Theft Auto: Vice City e Grand Theft Auto: Liberty City Stories per Avery Carrington, mentre in Saints Row: The Third ha doppiato il sindaco della città di Steelport.
È morto il 6 settembre 2018 a 82 anni per arresto cardiaco mentre si trovava nella sua residenza a Jupiter in Florida. Nel maggio dello stesso anno era stato scritturato da Quentin Tarantino per prendere parte al suo film C'era una volta a... Hollywood; a sostituire Reynolds fu chiamato Bruce Dern. Dopo oltre due anni le ceneri dell'attore sono state sepolte all'Hollywood Forever Cemetery di Los Angeles.

## Vita privata
Si sposò due volte: la prima con l'attrice Judy Carne, dal 1963 al 1965; la seconda con Loni Anderson, dal 1988 al 1995 (e ne adottò il figlio, Quinton). Entrambi i matrimoni si conclusero col divorzio e pesanti strascichi: in particolare Loni Anderson rivelò gli abusi sessuali di Reynolds nei suoi confronti. 
Reynolds inoltre una breve relazione con l'attrice Inger Stevens, durata fino alla morte di lei, avvenuta nel 1970 per suicidio. Per molti anni fu legato all'attrice Sally Field e alla cantante Dinah Shore. Negli anni settanta le cronache rosa parlarono di una sua avventura con la tennista Chris Evert.
Dal 1998 era fidanzato con la cameriera Pam Seals.

## Filmografia

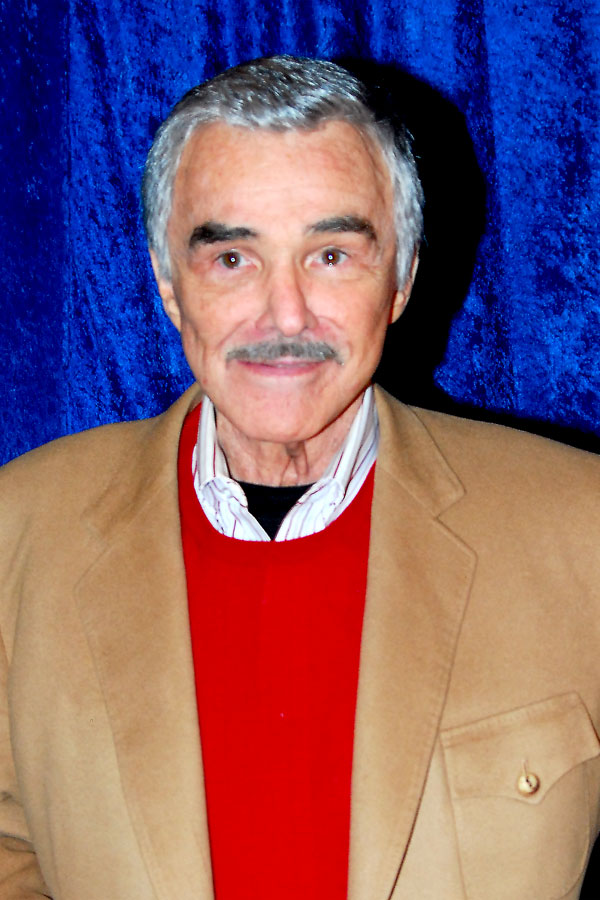
Burt Reynolds nel 2011

### Cinema
- Anonima peccati (Angel Baby), regia di Paul Wendkos (1961)
- Area B2: attacco! (Armored Command), regia di Byron Haskin (1961)
- Operation C.I.A., regia di Christian Nyby (1965)
- Navajo Joe, regia di Sergio Corbucci (1966)
- El Verdugo (100 Rifles), regia di Tom Gries (1969)
- Sam Whiskey, regia di Arnold Laven (1969)
- Il trafficante di Manila (Impasse), regia di Richard Benedict (1969)
- Quattro bastardi per un posto all'inferno (Caine), regia di Samuel Fuller (1969)
- Tropis - Uomo o scimmia? (Skullduggery), regia di Gordon Douglas (1970)
- ...e tutto in biglietti di piccolo taglio (Fuzz), regia di Richard Colla (1972)
- Un tranquillo weekend di paura (Deliverance), regia di John Boorman (1972)
- Tutto quello che avreste voluto sapere sul sesso* *ma non avete mai osato chiedere (Everything You Always Wanted to Know About Sex* *but Were Afraid to Ask), regia di Woody Allen (1972)
- La violenza è il mio forte! (Shamus), regia di Buzz Kulik (1973)
- L'uomo che amò Gatta Danzante (The Man Who Loved Cat Dancing), regia di Richard C. Sarafian (1973)
- McKlusky, metà uomo metà odio (White Lightning), regia di Joseph Sargent (1973)
- Quella sporca ultima meta (The Longest Yard), regia di Robert Aldrich (1974)
- Finalmente arrivò l'amore (At Long Last Love), regia di Peter Bogdanovich (1975)
- Un uomo da buttare (W.W. and the Dixie Dancekings), regia di John G. Avildsen (1975)
- Un gioco estremamente pericoloso (Hustle), regia di Robert Aldrich (1975)
- In tre sul Lucky Lady (Lucky Lady), regia di Stanley Donen (1975)
- L'ultima follia di Mel Brooks (Silent Movie), regia di Mel Brooks (1976)
- Gator, regia di Burt Reynolds (1976)
- Vecchia America (Nickelodeon), regia di Peter Bogdanovich (1976)
- Il bandito e la "Madama" (Smokey and the Bandit), regia di Hal Needham (1977)
- Un gioco da duri (Semi-Tough), regia di Michael Ritchie (1977)
- La fine... della fine (The End), regia di Burt Reynolds (1978)
- Collo d'acciaio (Hooper), regia di Hal Needham (1978)
- E ora: punto e a capo (Starting Over), regia di Alan J. Pakula (1979)
- Taglio di diamanti (Rough Cut), regia di Don Siegel (1980)
- Una canaglia a tutto gas (Smokey and the Bandit II), regia di Hal Needham (1980)
- La corsa più pazza d'America (The Cannonball Run), regia di Hal Needham (1981)
- Paternity, regia di David Steinberg (1981)
- Pelle di sbirro (Sharky's Machine), regia di Burt Reynolds (1981)
- Six Pack, regia di Daniel Petrie (1982)
- Il più bel casino del Texas (The Best Little Whorehouse in Texas), regia di Colin Higgins (1982)
- Amici come prima (Best Friends), regia di Norman Jewison (1982)
- Stroker Ace, regia di Hal Needham (1983)
- Smokey and the Bandit part 3, regia di Dick Lowry (1983)
- I miei problemi con le donne (The Man Who Loved Women), regia di Blake Edwards (1983)
- La corsa più pazza d'America n. 2 (Cannonball Run II), regia di Hal Needham (1984)
- Per piacere... non salvarmi più la vita (City Heat), regia di Richard Benjamin (1984)
- Scherzare col fuoco (Stick), regia di Burt Reynolds (1985)
- Uphill All the Way, regia di Frank Q. Dobbs (1986)
- Black Jack, regia di Dick Richards (1986)
- Malone - Un killer all'inferno (Malone), regia di Harley Cokeliss (1986)
- Poliziotto in affitto (Rent-a-Cop), regia di Jerry London (1987)
- Cambio marito (Switching Channels), regia di Ted Kotcheff (1988)
- Il corpo del reato (Physical Evidence), regia di Michael Crichton (1989)
- Ladro e gentiluomo (Breaking In), regia di Bill Forsyth (1989)
- Charlie - Anche i cani vanno in paradiso (All Dogs Go to Heaven), regia di Don Bluth (1989) – voce
- Modern Love, regia di Robby Benson (1990)
- I protagonisti (The Player), regia di Robert Altman (1992)
- Un piedipiatti e mezzo (Cop and ½), regia di Henry Winkler (1993)
- Inganno diabolico (The Maddening), regia di Danny Huston (1995)
- La storia di Ruth, donna americana (Citizen Ruth), regia di Alexander Payne (1996)
- Striptease, regia di Andrew Bergman (1996)
- Il mio amico Frankenstein (Frankenstein and Me), regia di Robert Tinnell (1996)
- Il tempo dei cani pazzi (Mad Dog Time), regia di Larry Bishop (1996)
- Giochi di guerra (Raven), video, regia di Russell Solberg (1996)
- Piacere, Wally Sparks (Meet Wally Sparks), regia di Peter Baldwin (1997)
- Mr. Bean - L'ultima catastrofe (Bean), regia di Mel Smith (1997)
- Boogie Nights - L'altra Hollywood (Boogie Nights), regia di Paul Thomas Anderson (1997)
- Big City Blues, regia di Clive Fleury (1997)
- Pups, regia di Ash Baron-Cohen (1999)
- Stringer, regia di Klaus Biedermann (1999)
- Mistery, Alaska, regia di Jay Roach (1999)
- Waterproof, regia di Barry Berman (2000)
- I soliti amici (The Crew), regia di Michael Dinner (2000)
- The Last Producer, regia di Burt Reynolds (2000)
- Driven, regia di Renny Harlin (2001)
- Tentazione mortale (Tempted), regia di Bill Bennett (2001)
- Hotel, regia di Mike Figgis (2001)
- The Hollywood Sign, regia di Sönke Wortmann (2001)
- Auf Herz und Nieren, regia di Thomas Jahn (2001)
- Momenti magici (Snapshots), regia di Rudolf van den Berg (2002)
- Cuore di lupo (Time of the Wolf), regia di Rod Pridy (2002)
- Strike Force, regia di Mike Kirton (2003)
- Without a Paddle - Un tranquillo week-end di vacanza (Without a Paddle), regia di Steven Brill (2004)
- Anchorman - La leggenda di Ron Burgundy (Anchorman: The Legend of Ron Burgundy), regia di Adam McKay (2004)
- L'altra sporca ultima meta (The Longest Yard), regia di Peter Segal (2005)
- Hazzard, regia di Jay Chandrasekhar (2005)
- Cloud 9, regia di Harry Basil (2006)
- End Game, regia di Andy Cheng (2006)
- Forget About It, regia di BJ Davis (2006)
- Grilled, regia di Jason Ensler (2006)
- Broken Bridges, regia di Steven Goldmann (2006)
- In the Name of the King (In the Name of the King: A Dungeon Siege Tale), regia di Uwe Boll (2007)
- Randy and the Mob, regia di Ray McKinnon (2007)
- Deal, regia di Gil Cates Jr. (2008)
- A Bunch of Amateurs, regia di Andy Cadiff (2008)
- Not Another Movie, regia di David Murphy (2011)
- Pocket Listing, regia di Conor Allyn (2015)
- Hollow Creek, regia di Guisela Moro (2016)
- Elbow Grease, regia di Jason Shirley (2016)
- Luce dei miei occhi (Apple of My Eye), regia di Castille Landon (2017)
- Dog Years, regia di Adam Rifkin (2017)
- Miami Love Affair, regia di Ralph Kinnard (2017)
- Henri, regia di Octavian O. (2017)
- The Last Movie Star, regia di Adam Rifkin (2017)
- Shadow Fighter, regia di Alyn Darnay (2018)
- Defining Moments, regia di Stephen Wallis (2018)

### Televisione
- Flight – serie TV, 2 episodi (1958)
- Il tenente Ballinger (M Squad) – serie TV, 1 episodio (1959)
- Schlitz Playhouse of Stars – serie TV, 1 episodio (1959)
- The Lawless Years – serie TV, 1 episodio (1959)
- Pony Express – serie TV, episodio 1x10 (1959)
- Avventure lungo il fiume (Riverboat) – serie TV, 20 episodi (1959-1960)
- Playhouse 90 – serie TV, 2 episodi (1959-1960)
- Johnny Ringo – serie TV, 1 episodio (1960)
- Alfred Hitchcock Presenta (Alfred Hitchcock Presents) – serie TV, episodio 5x37 (1960)
- Lock Up – serie TV, episodio 2x12 (1960)
- The Blue Angels – serie TV, 2 episodi (1960-1961)
- Michael Shayne – serie TV episodio 1x27 (1961)
- I racconti del West (Zane Grey Theater) – serie TV, 1 episodio (1961)
- The Aquanauts – serie TV, episodio 1x11 (1960)
- The Brothers Brannagan – serie TV, 1 episodio (1961)
- La città in controluce (Naked City) – serie TV, 1 episodio (1961)
- Ripcord – serie TV, 1 episodio (1961)
- Everglades – serie TV, episodi 1x03-1x23 (1961-1962)
- Route 66 – serie TV, 1 episodio (1962)
- Perry Mason – serie TV, 1 episodio (1962)
- Ai confini della realtà (The Twilight Zone) – serie TV, episodio 4x18 (1963)
- Gunsmoke – serie TV, 50 episodi (1962-1965)
- Branded – serie TV, episodio 2x02 (1965)
- Flipper – serie TV, 2 episodi (1965)
- Twelve O'Clock High – serie TV, 2 episodi (1965)
- Hawk l'indiano (Hawk) – serie TV, 17 episodi (1966)
- L'orso Ben (Gentle Ben) – serie TV, 1 episodio (1967)
- F.B.I. (The F.B.I.) – serie TV, 2 episodi (1965-1968)
- Premiere – serie TV, 1 episodio (1968)
- Le rose che non colsi (Fade-In) – film TV (1968)
- Love, American Style – serie TV, 1 episodio (1970)
- Gli assassini vanno a caccia (Hunters Are for Killing) – film TV (1970)
- Simone l'indiano (Run, Simon, Run) – film TV (1970)
- Dan August – serie TV, 26 episodi (1970-1971)
- Dan August: The Trouble with Women – film TV (1980)
- Dan August: The Jealousy Factor – film TV (1980)
- Dan August: Murder, My Friend – film TV (1980)
- Cuori senza età (The Golden Girls) – serie TV, 1 episodio (1986)
- Shattered If Your Kid's on Drugs – film TV (1986)
- Detective Stryker (B.L. Stryker) – serie TV, 12 episodi (1989-1990)
- Beverly Hills 90210 – serie TV, 1 episodio (1993)
- Wind in the Wire – film TV (1993)
- The Larry Sanders Show – serie TV, 1 episodio (1993)
- Baby League - Piccoli campioni (The Man from the Left Field) – film TV (1993)
- Evening Shade – serie TV, 98 episodi (1990-1994)
- Amazing Grace – serie TV, 1 episodio (1995)
- Hope & Gloria – serie TV, 1 episodio (1995)
- Cybill – serie TV, 1 episodio (1995)
- The Cherokee Kid – film TV (1996)
- Universal soldier - Progettati per uccidere (Universal Soldier II: Brothers in Arms) – film TV (1998)
- Universal soldier - Progettati per uccidere 2 (Universal Soldier III: Unfinished Business) – film TV (1998)
- Hard Time – film TV (1998)
- Hard Time - Omicidi in serie (Hard Time: The Premonition) – film TV (1999)
- Hard Time: L'hotel degli ostaggi (Hard Time: Hostage Hotel) – film TV (1999)
- Emeril – serie TV, 1 episodio (2001)
- X-Files (The X-Files) – serie TV, episodio 9x13 (2002)
- La guerra di Johnson County (Johnson County War) – film TV (2002)
- Miss Lettie and Me – film TV (2002)
- Hard ground - La vendetta di McKay (Hard Ground) – film TV (2003)
- Ed – serie TV, 2 episodio (2003-2004)
- The King of Queens – serie TV, 1 episodio (2005)
- Freddie – serie TV, 1 episodio (2006)
- My Name Is Earl – serie TV, 3 episodi (2006-2009)
- Burn notice - Duro a morire (Burn Notice) – serie TV, 1 episodio (2010)
- A pesca di amore (Reel Love) – film TV (2011)
- Archer – serie animata, episodio 3x04 (2012) – voce
- Category 5 – film TV (2014)
- Hitting the Breaks – serie TV, 10 episodi (2016)
- In Sanity, Florida – serie TV, 1 episodio (2017)

### Regista
- Gator (1976)
- La fine... della fine (1978)
- Pelle di sbirro (1981)
- Scherzare col fuoco (1985)
- The last producer (2000)

## Riconoscimenti
- Premi Oscar
  - 1998 – Candidatura al miglior attore non protagonista per Boogie Nights - L'altra Hollywood
- Golden Globe
  - 1998 – Miglior attore non protagonista per Boogie Nights - L'altra Hollywood
- Premi BAFTA
  - 1998 – Candidatura al miglior attore non protagonista per Boogie Nights - L'altra Hollywood
- Screen Actors Guild Awards
  - 1998 – Candidatura al miglior attore non protagonista per Boogie Nights - L'altra Hollywood
- Primetime Emmy Awards
  - 1991 – Migliore attore protagonista in una serie commedia - Evening Shade

- Razzie Awards
  - 1993 – Peggiore attore protagonista per Un piedipiatti e mezzo,
  - 1996 – Peggior coppia con Demi Moore per Striptease

## Doppiatori italiani
Nelle versioni in italiano delle opere in cui ha recitato, Burt Reynolds è stato doppiato da:
- Luciano De Ambrosis in Un gioco estremamente pericoloso, In tre sul Lucky Lady, Gator, Vecchia America, Il bandito e la "Madama", La fine... della fine, E ora: punto e a capo, Una canaglia a tutto gas, Il più bel casino del Texas, I miei problemi con le donne, Per piacere... non salvarmi più la vita, Scherzare col fuoco, Black Jack, Cambio marito, Il corpo del reato, Ladro e gentiluomo, Boogie Nights - L'altra Hollywood, Mistery, Alaska, I soliti amici, L'altra sporca ultima meta, My Name is Earl, In the Name of the King
- Giancarlo Maestri in Quattro bastardi per un posto all'inferno, Tutto quello che avreste voluto sapere sul sesso* *ma non avete mai osato chiedere, L'uomo che amò Gatta Danzante, La corsa più pazza d'America, La corsa più pazza d'America n. 2
- Michele Kalamera in Un tranquillo weekend di paura, Pelle di sbirro, Amici come prima, Mr. Bean - L'ultima catastrofe, Stringer, Miss Lettie and me
- Saverio Moriones in Un piedipiatti e mezzo, Tentazione mortale, Hard Ground - La vendetta di McKay
- Glauco Onorato in La storia di Ruth, donna americana, Il tempo dei cani pazzi, Cuore di lupo
- Stefano De Sando in The Hunter's Moon, X-Files, La guerra di Johnson County
- Gino La Monica in Hard Time, Snapshots - Momenti magici, Hazzard
- Dario Penne in Hawk l'indiano, End Game
- Massimo Corvo in Universal Soldier II, Hostage Hotel
- Tony Sansone nei ridoppiaggi de Il bandito e la "Madama" e Una canaglia a tutto gas
- Pino Colizzi in El Verdugo, Driven
- Pino Locchi in Navajo Joe
- Gigi Pirarba in Sam Whiskey
- Cesare Barbetti ne Il trafficante di Manila
- Carlo Sabatini in Dan August
- Sergio Di Stefano in ...e tutto in biglietti di piccolo taglio
- Rino Bolognesi in Quella sporca ultima meta
- Oreste Rizzini in Malone - Un killer all'inferno
- Vittorio Di Prima ne I protagonisti
- Renato Cortesi in Striptease
- Pietro Biondi in Un tranquillo week-end di vacanza
- Marco Mete in Anchorman - La leggenda di Ron Burgundy (archivio)
- Danilo Bruni in Grilled
- Stefano Mondini in Burn Notice - Duro a morire
- Natale Ciravolo in Deal - Il Re del Poker
- Angelo Cola in You're in the movie
- Andrea Lavagnino in Ai confini della realtà (doppiaggio tardivo)

Da doppiatore è sostituito da:
- Pino Colizzi in Charlie - Anche i cani vanno in Paradiso
- Michele Kalamera in King of the Hill
- Pieraldo Ferrante in American Dad!
- Paolo Marchese in Archer